# BKMA Erywań
BKMA Erywań (orm. ԲԿՄԱ Երևան), właśc. Futbolajin Akumb „Banakajin Kentronakan Marzakan Akumb” Erywań (orm. Ֆուտբոլային Ակումբ «Բանակային Կենտրոնական Մարզական Ակումբ» Երևան) – ormiański klub piłkarski z siedzibą w stolicy kraju Erywań. Założony w 1948 i działający w latach 1948–1997 i ponownie od 2019.

## Historia
Chronologia nazw:
- 1948: DO Erywań (ros. ДО (Дом Офицеров) Ереван, orm. «Սպաների Տուն» (ՍՏ) Երևան)
- 1954: ODO Erywań (ros. ОДО (Окружной Дом Офицеров) Ереван, orm. «Սպաների Շրջանային Տուն» (ՍՇՏ) Երևան)
- 1957: SKWO Erywań (ros. СКВО (Спортивный Клуб военного округа) Ереван, orm. «Զինվորական Շրջանի Մարզական Ակումբ» (ԶՇՄԱ) Երևան)
- 1960: SKA Erywań (ros. СКА (Спортивный Клуб Армии) Ереван, orm. «Բանակի Մարզական Ակումբ» (ԲՄԱ) Երևան)
- 1992: BKMA Erywań (orm. «Հայաստանի Կենտրոնական Մարզական Ակումբ» (ՀԿՄԱ) Երևան, ros. ЦСКА (Центральный Спортивный Клуб Армии) Ереван)
- 1997: klub rozwiązany
- 2019: BKMA Erywań (orm. «Հայաստանի Կենտրոնական Մարզական Ակումբ» (ՀԿՄԱ) Երևան)

Klub DO (Dom Oficerów) został założony w mieście Erywań w 1948 roku i reprezentował miejscowy okręg wojskowy. W 1949 startował w rozgrywkach Pucharu ZSRR. Do 1991 występował w rozgrywkach amatorskich. Często zmieniał nazwy: ODO Erywań, SKWO Erywań i SKA Erywań.
W sezonie 1994 jako BKMA Erywań (ros. CSKA (Centralny Sportowy Klub Armii) Erywań) debiutował w Aradżin chumb, w której zajął 3. miejsce. W kolejnym 1995 zakończył rozgrywki na pierwszym miejscu, które jednak nie premiowało awansem do klasy wyższej. Dopiero w sezonie 1995/96 zajął 2. miejsce i barażach play-off z Aragac Giumri zdobył awans do najwyższej ligi Armenii. W sezonie 1996/97 po 12 kolejkach w Bardsragujn chumb ogłosił upadłość i został rozwiązany.
W 2019 roku zespół został reaktywowany dzięki wysiłkom armeńskiego ministra obrony Dawita Tonojana.

## Sukcesy
- Druga Liga ZSRR, strefa 9: 1/32 finału (1949)
- Puchar Armeńskiej SRR: zdobywca (1948, 1949)
- Mistrzostwo Armenii: 12. miejsce (1996/97)
- Puchar Armenii: 1/8 finału (1994)